# Озеро Каваґуті
О́зеро Каваґу́ті (яп. 河口湖, かわぐちこ, МФА: [kawagut͡ɕi ko]) — вулканічне озеро в Японії, на острові Хонсю, біля північного підніжжя гори Фудзі. Одне з п'яти озер Фудзі. Розташоване на території містечка Фудзі-Каваґутіко префектури Яманасі. Найнижче з усіх п'яти озер. Розкинулося на висоті 833 м. Площа — 6,13 км², довжина берегової лінії — 19 км. Найбільша глибина — 15,2 м. Багате на поживні речовини й рибу. Місце вилову коропів, карасів, сомів. З кінця 20 століття, через розвиток туристичної інфраструктури та забруднення води, погіршилася екологія озера. Найближче з усіх п'яти озер для туристів з Токіо та Кофу. Має зручний доступ до платного автошляху Фудзі та інших озер. В прибережній зоні розташована найбільша туристична база в районі північного підніжжя гори Фудзі. Готелі, гостинні двори і крамниці зосереджені на південно-східному березі озера. Основними принадами є дзеркальне відбиття гори Фудзі на водній поверхні озера та кулькоподібні водорості марімо. В центрі озера лежить острів Уносіма, на якому знайдено кераміку часів неоліту.